# Гоидешти (Бузау)
Гоидешти (рум. Goidești) насеље је у Румунији у округу Бузау у општини Браешти. Oпштина се налази на надморској висини од 799 m.

## Становништво
Према подацима из 2002. године у насељу је живело 380 становника, од којих су сви румунске националности.